# Блестящ здравец
Блестящият здравец (Geranium lucidum) е вид от рода Здравец. Има кръгли, изрязани, гладки листа. Цъфти с розови цветове от юни до септември. На височина не надвишава 40 cm. Расте по планински поляни и скалисти места.